# Papilio ulysses

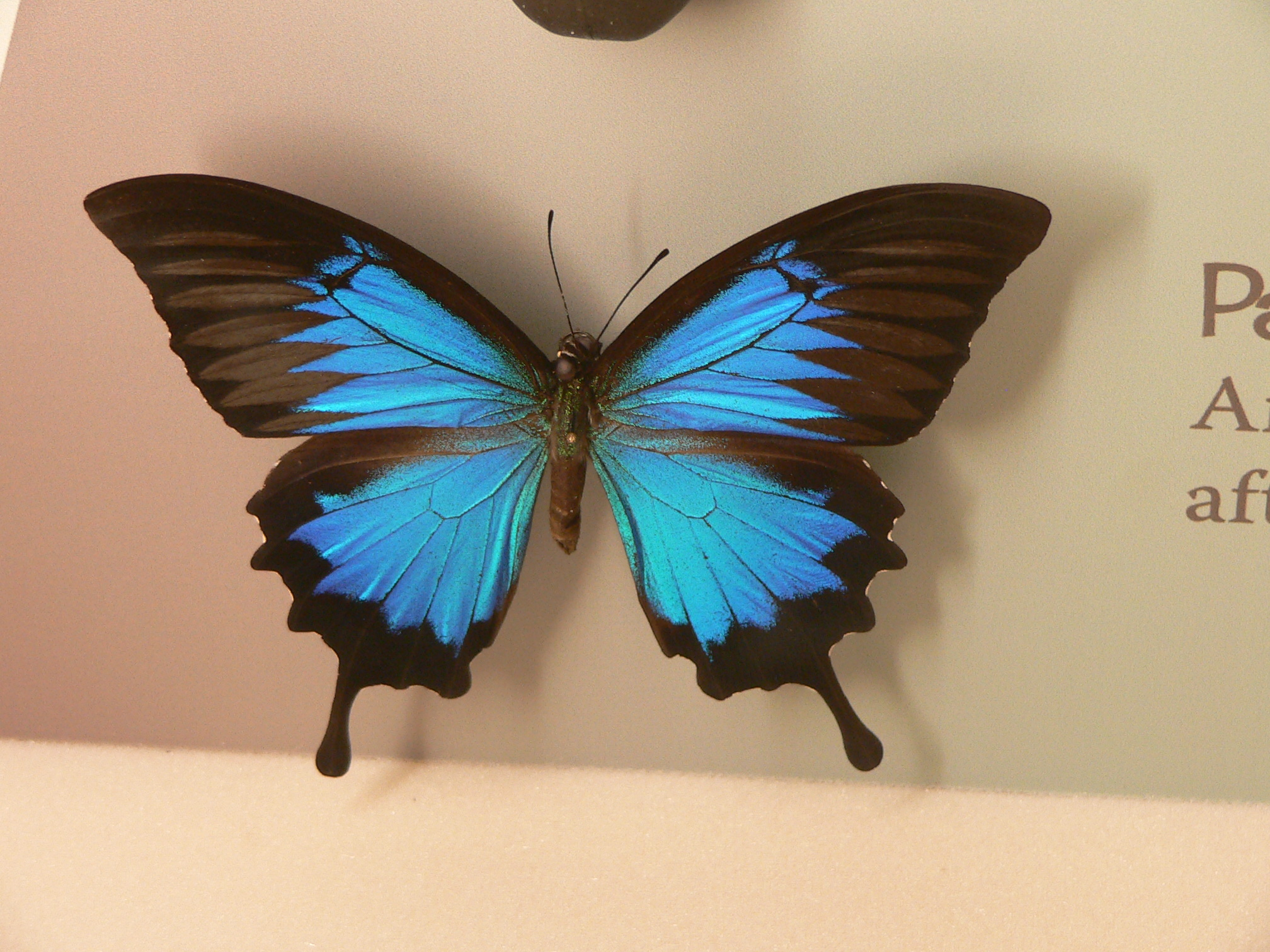
Oberseite des Papilio ulysses

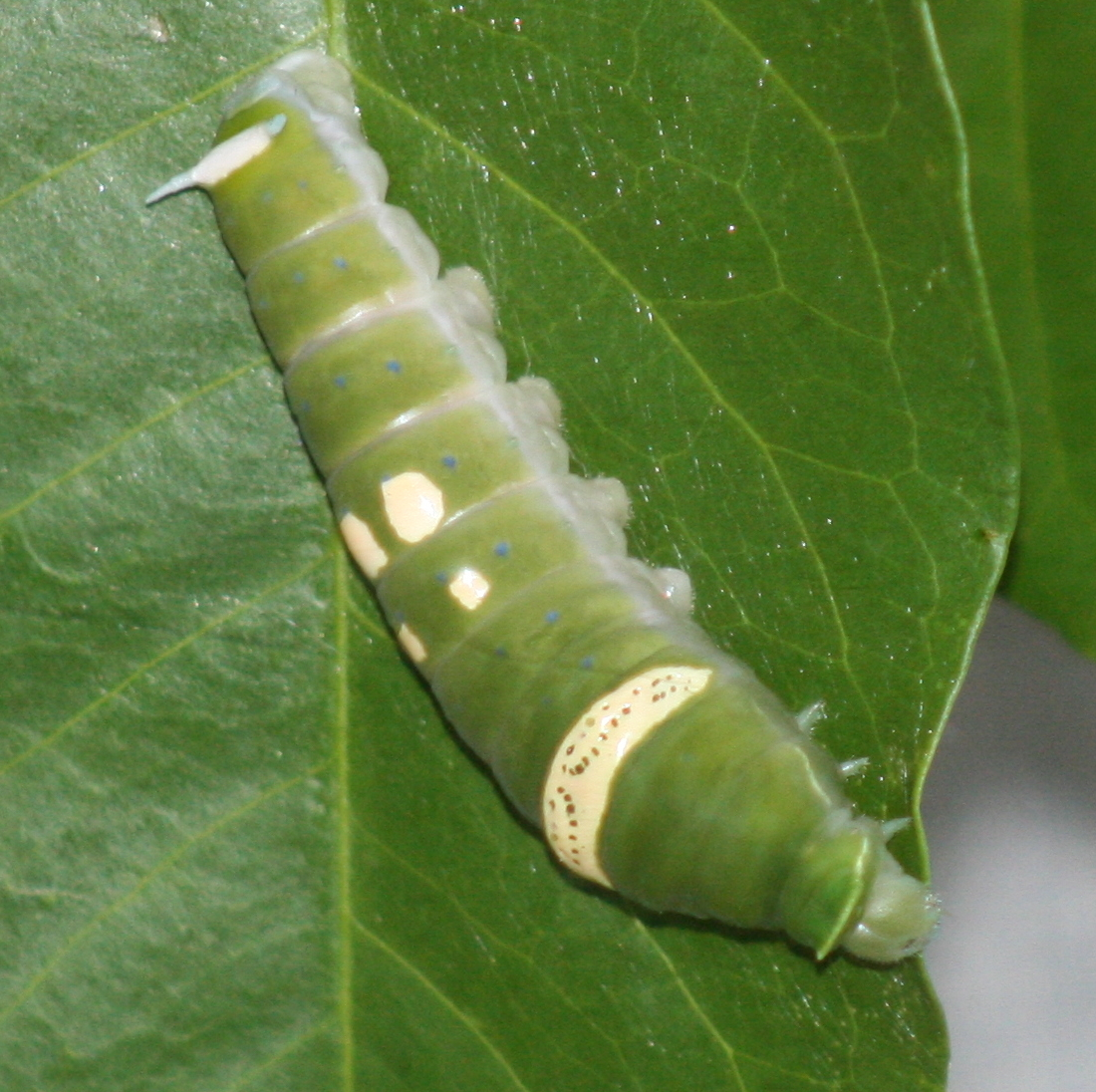
Raupe des Papilio ulysses

Papilio ulysses, auch bekannt unter der englischen Bezeichnung Mountain Swallowtail ("Bergschwalbenschwanz") und den deutschen Namen Ulysses-Schwalbenschwanz oder Odysseusfalter, ist ein Schmetterling aus der Familie der Ritterfalter (Papilionidae). Männliche Exemplare fallen im Flug deutlich durch ihre  leuchtend schillernd hellblauen Flügel auf.
Das Verbreitungsgebiet liegt im Norden Australiens sowie auf Neuguinea.

## Merkmale
Die Falter erreichen eine Flügelspannweite von 120 bis 140 Millimetern.

### Flügeloberseite
Im Gegensatz zur Unterseite ist die Flügeloberseite bei beiden Geschlechtern unterschiedlich (Sexualdimorphismus).
Die Vorderflügel sind grundsätzlich schwarz gefärbt, werden aber bei den Männchen in der Basalregion und der zum Körper geneigten Hälfte der Diskalregion von einem sehr auffällig schimmernden hellblauen Bereich geprägt, dessen Rand wie eine Zickzack-Linie verläuft. Die Medianader ist schwarz hervorgehoben. Beim Diskoidalquerader befindet sich ein kleiner schwarzer Fleck. Die Männchen haben einen pelzartigen Bereich an der Spitze der Vorderflügel. Die Weibchen weisen eine kleinere Fläche des hellblauen Bereiches auf, haben aber auf dem Rand der Hinterflügel eine Reihe blauer Punkte. Das Blau der Weibchen ist zudem eher matt und nicht strahlend, wie bei den Männchen.
Die Region um den Körper ist mit grünen Schuppen bestäubt. Die Hinterflügel sind schwarz und bis auf die Submarginalregion sowie das obere Fünftel (am Vorderrand) der Postdiskalregion hellblau gefärbt. Der Außenrand ist gezahnt und hat einen Schwanzfortsatz. Die Region um den Körper ist mit grünen Schuppen bestäubt.
Unter UV-Licht zeigen die hellblauen Bereiche der Männchen zwei Reflexionsmaxima. Das eine stammt von einer Mikro-Vertiefung, das andere von einer Mikro-Erhöhung auf seinen Schuppen. Unter verschiedenen Einstrahlwinkeln ändern sich die Reflexionsmaxima: Die blaue Farbe setzt sich aus zwei unterschiedlichen Spektralfarben im Blaubereich zusammen, welche je nach UV-Lichtwinkeleinfall alternieren.
Die schwarzen Bereiche der Flügel von Papilio ulysses reflektieren stellenweise sehr wenig Licht, was an Kohlenstoffnanoröhren auf deren Oberfläche liegt. Mehr als 99,6 % des einfallenden Lichts wird geschluckt. Laut Wissenschaftlern der University of Exeter ist es das dunkelste jemals gemessene Schwarz.

### Flügelunterseite
Die Unterseite der Vorderflügel ist bei beiden Geschlechtern gleich, hat aber kaum eine Gemeinsamkeit mit der Oberseite. Die Flügel sind grundsätzlich braun, allerdings ist das Dreieck Innenwinkel-Apex-Innenrand der Grenze Submarginalregion und Postdiskalregion-Innenwinkel ist deutlich heller als der Rest des Flügels. Dieser Bereich ist bis auf die Submarginalregion stark mit einzelnen, weißen Schuppen bestäubt. Die Unterseite der Hinterflügel ist dunkelbraun und ist im Bereich der Grenze Basalregion und Diskalregion stark mit einzelnen, weißen Schuppen bestäubt. Die Submarginalregion ist in einem helleren braun gehalten und wird von mehreren hellbraunen Flecken, welche einen violetten Streifen enthalten, geprägt.

### Körper
Der Körper ist dunkelbraun bis schwarz und weist grüne Schuppen am Thorax auf.

## Biotop
Papilio ulysses bewohnt tropische Regenwälder und Gärten städtischer Villenvororte.

## Nahrung
Zu seinen Futterpflanzen zählen Rautengewächse (Rutaceae), Eisenkrautgewächse (Verbenaceae) und Zitruspflanzen. Seine bevorzugte Nahrungspflanze in Australien ist Melicope elleryana (engl. Pink Flowered Doughwood).

## Entwicklung und Verhalten
Die Raupen von Papilio ulysses sind grün mit zahllosen weißen Schuppen und haben einen weißen Querstreifen.
Die männlichen Falter reagieren bei der Partnersuche sehr oft auf blaue Gegenstände, womit sie angelockt werden können.
Zur Eiablage werden baumartige Rautengewächse mit einer Wuchshöhe unter zwei Metern bevorzugt.

## Bedrohung
Die Art ist in Australien gesetzlich geschützt, obgleich nicht bedroht. In der Vergangenheit war sie jedoch durch die forstwirtschaftliche Nutzung des Rautengewächses Melicope elleryana bedroht, den sie zur Eiablage nutzt.

## Unterarten
- Papilio ulysses ambiguus (Rothschild)
- Papilio ulysses ampelius (Rothschild)
- Papilio ulysses autolycus (Felder, 1865)
- Papilio ulysses dohertius (Rothschild)
- Papilio ulysses gabrielis (Rothschild, 1898)
- Papilio ulysses georgius (Rothschild)
- Papilio ulysses joesa (Butler, 1869)
- Papilio ulysses morotaicus (Rothschild)
- Papilio ulysses nigerrimus
- Papilio ulysses orsippus (Godman & Salvin)
- Papilio ulysses oxyartes (Fruhstorfer)
- Papilio ulysses telegonus (Felder, 1860)
- Papilio ulysses telemachus

## Ähnliche Arten
- Papilio lorquinianus
- Papilio peranthus
- Papilio pericles
- Papilio blumei